# پایگاه هوایی نیروی دریایی در آداک
پایگاه هوایی نیروی دریایی در آداک (به انگلیسی: Naval Air Facility Adak) یک فرودگاه نظامی با کد یاتا ADK است که یک باند فرود آسفالت دارد و طول باند آن ۲۳۷۴ متر است. این فرودگاه در شهر آداک، آلاسکا کشور ایالات متحده آمریکا قرار دارد و در ارتفاع ۵ متری از سطح دریا واقع شده‌است.